# Chicago 1930 (Computerspiel)
Chicago 1930, in den USA Chicago 1930: Pick Your Side, in der digitalen Wiederveröffentlichung Chicago 1930: The Prohibition ist ein Echtzeit-Taktikspiel, das am 17. November 2003 für Microsoft Windows erschien. Es wurde von Spellbound Entertainment entwickelt. 2007 erfolgte eine Veröffentlichung für Mac OS X.

## Handlung
Das Spiel ist in der Ära des Prohibition in den Vereinigten Staaten angelegt. Eine Kampagne dreht sich um den Machtkampf zwischen dem irischen Mafioso Hank O’Neill, der ab 1928 Chicago fast vollständig kontrolliert, und dem Paten John Falcone aus New York, der ihm das Gebiet streitig machen möchte. In der zweiten Kampagne spielt man 2 Jahre später einen FBI-Agenten, der Beweise sammeln muss und nur aus Notwehr schießen darf.

## Spielprinzip
Der Spieler kommandiert seine Mannschaft durch eine Stadtkulisse und setzt Stichwaffen, Knüppel und Chloroform ein um Gegner auszuschalten. Unterbrochen wird das Kampfgeschehen durch Rätsel, in denen Schlüssel gesucht werden müssen und Unterhaltungen. Eine Besonderheit ist dabei das Verlangsamen der Zeit mit einem Bullet Time Effekt.

## Rezeption
Spielerisch sei es der Konkurrenz im Genre Commandos 2: Men of Courage und Desperados: Wanted Dead or Alive klar unterlegen. Für PC Action überzeuge es hingegen bei dem Spannungsaufbau in den Missionen sowie der Charakterentwicklung. PC Games kritisierte, dass Karte und Sichtlinien im Pausenmodus entfernt wurden, so dass die Möglichkeit zur taktischen Planung verloren ginge.